# Mascagnia tenuis
Mascagnia tenuis är en tvåhjärtbladig växtart som beskrevs av José Cuatrecasas. Mascagnia tenuis ingår i släktet Mascagnia och familjen Malpighiaceae. Inga underarter finns listade i Catalogue of Life.